# József Téger
Mihály József Téger (ur. w Aradzie, zm. w 1917 w Rosji) – węgierski zapaśnik walczący w stylu klasycznym. Olimpijczyk z Londynu 1908, gdzie zajął dziewiąte miejsce w wadze lekkiej.

## Letnie Igrzyska Olimpijskie 1908
| Konkurencja | Eliminacje               | Eliminacje           | Klas. końcowa |
| Konkurencja | Przeciwnik I             | Przeciwnik II        | Miejsce       |
| ----------- | ------------------------ | -------------------- | ------------- |
| 66,6 kg     | Jacob van Moppes (NED) Z | Enrico Porro (ITA) P | 9.            |